# Umjetnička djela od bronce i mjedi
Umjetnička djela od bronce i mjedi javljaju se već u antici. Ti važni metali su legure, bronca sastavljena od bakra i kositra, mjed od bakra i cinka.
Udjeli spomenutih metala se kod svake legure neznatno razlikuju. Bronca je obično sastavljena od devet dijelova bakra u odnosu na jedan dio kositra. Ostali sastojci koji se povremeno nađu su slučajni. Rezultat je metal bogate zlatnosmeđe boje, te se izuzetno dobro lijeva; postupak malo primjenjiv na njegove sastavne dijelove, ali osobito uspješan kod ove slitine, gustoća i tvrdoća metala omogućuju korištenje najdelikatnijih kalupa za lijev.

## Lijevanje
Postupak lijevanja u bronci i mesingu poznat je kao tehnika izgubljenog voska (franc. cire perdue), najjedostavniji je i najčešće korišten kroz stoljeća, a opisao ga je monah Teofilus, a također i Benvenuto Cellini, talijanski kipar i zlatar. Jezgra, koja otprilike predstavlja veličinu i oblik predmeta za proizvodnju, izrađena je od tucane cigle, žbuke ili druge slične tvari i temeljito osušena. Nakon toga umjetnik modelira željeni model do potrebne mjere. Metalne šipke prolaze iz jezgre kroz vosak i strše prema van. Po završenoj modelaciji slijedi lijevanje u tehnici izgubljenog voska, nanese se vanjski pokrov koji će činiti kalup; ova je tekućina formirana od gline i gipsa dovoljno tanka da pronađe svoj put do svakog detalja voštanog modela. Nanose se daljnji premazi tekućine, tako da, kad se osuši, postoji čvrsta vanjska prevlaka i čvrsta unutarnja jezgra koje se drže zajedno pomoću spomenutih metalnih šipki, a umjetničko djelo modelirano voskom između je ova dva sloja. Zagrijavanjem vosak se topi i nestaje, a rastopljeni metal se ulijeva i zauzima svaki detalj voštanog modela. Kad se ohladi, vanjsko kućište pažljivo se odvaja, jezgra se izvlači koliko je god moguće, šipke koje strše se uklanjaju, a objekt modeliran voskom pojavljuje se u bronci. Po potrebi se odljev još dodatno doradi cizeliranjem i patiniranjem.

## Grčka i Rim
Bakar je ušao u upotrebu u egejskom području pred kraj preddinastičkog doba Egipta oko 3500 godina prije Krista. Najraniji poznati primjer je pronađen na podu neolitske kuće u središnjem dvoru palače u Knososu na Kreti i smatra se egipatskim proizvodom. Bronca se općenito koristila tek tisuću ili više godina kasnije. Najprije se ista javlja kod oštrica bodeža iz Drugog grada Troje, gdje je već rabljena standardna slitina od 90 dijelova bakra i 10 dijelova kositra.

## Najraniji alati i pribor
Alati i oružje, dlijeta i sjekire, vrhovi koplja ili oštrice bodeža jedini su sačuvani artefakti bakrenog doba i ne pokazuju umjetničku obradu. No, neki ranominojski oblici keramike jasno su kopirani iz metalnih prototipova, čaša i vrčeva jednostavne konstrukcije i prilično razrađenog dizajna.

## Oružje i uporabni predmeti
Srednje minojski rad u bronci cvjetao je kao neovisna izvorna umjetnost. Samom početku ove epohe pripada najveći mač ovog razdoblja, koji potječe iz palače u Maliji na Kreti. To je ravna oštrica, 79 cm duga, sa širokom bazom i oštrim vrhom. Bodež nešto kasnijeg postanka, sada u Metropolitan Museumu u New Yorku je najraniji primjer ukrašene bronce s Krete. Obje strane oštrice ugravirane su crtežima: borba bikova i muškarac koji lovi vepra. Nešto kasniji je niz sjajnih oštrica iz kopnene Grčke, koje se mora pripisati obrtnicima s Krete, s ukrasom u zlatu, srebru i nijeli.
Posude iz srednjeg i kasnominojskog razdoblja brojne su. Najveća je ona iz Tylissosa na Kreti promjera 1,40 m. Najreprezentativniji primjeri potječu iz grobnica i kuća u Knososu.

## Statuete
Čisto dekorativni radovi rijetki su kod ranominojskih bronci, i obično su niske kvalitete. Postoji više statueta, detaljno modeliranih no loše odlivenih; radi se o punim necizeliranim predmetima, nedefiniranih detalja. Dobro je znana ženska figura u molitvenoj ili plesnoj pozi, iz Troade te još jedna iz Hagia Triade, orant iz Tilisosa, drugi orant iz Psihroa, te frulaš.

## Geometrijski stil
Tijekom mračnog doba prelaska s bronce na željezo, umjetnost je mirovala, uz kontinuitet produkcije utilitarnih predmeta. Nekoliko je ostataka geometrijskih brončanih posuda, ali kao i u slučaju ranominojskog materijala, oblici metalnih posuda zabilježeni su u njihovim keramičkim izvedenicama. Neki su oblici vaza očito preživjeli iz mikenskog repertoara, ali veći broj je novih, a to su elementarna i pomalo nespretna, sferna ili bikonična tijela, ogromni cilindrični vratovi s dugim trakama i bez izljeva. Keramički oslikani ukrasi također odražavaju metalne izvornike, a neki ostaci tanke brončane ploče utisnuti nizovima gumba i lagano ugravirani u šrafirani ili cik-cak obris nesumnjivo predstavljaju umjetnost koju su pridošlice sa sobom donijele u grčke zemlje. Ova vrsta ukrasnog rada bolje se vidi na broncama blisko povezane kulture Villanova sjeverne i središnje Italije. Nova značajka je primjena malih figura u krugu, osobito ptica i volovskih glava, kao ukrasa ručki, poklopaca i oboda. Talijanski geometrijski stil razvio se prema složenosti, u prepunim uskim trakama konvencionalnih uzoraka i nazubljenim nizovima pataka.
Graviranje se najbolje pokazuje na velikim pločicama od fibula, od kojih neke nose najranije poznate slike helenske mitologije. Mali kipići životinja izrađivani su za zavjetnu upotrebu i također su služili kao pečati. Postoji veliki niz takvih figura, uglavnom konja, koji stoje na ugraviranim ili perforiranim pločama, koje su očito izvedene iz pečata; među kasnijim primjerima su skupine ljudi i kentaura. Komadi tronožnih kotlova iz Olimpije imaju na sebi prikaze životinja koje leže ili stoje na uspravnim prstenastim ručkama, te koje na obodu drže ljudski likovi. Ručke i noge su lijevane i obogaćene gracioznim geometrijskim trakama. Zdjele su kovane, a njihov oblik i tehnika su predhelenski.

## Orijentalni utjecaj
Orijentalistički utjecaj, većinom egipatski i asirski, u Europu su donijeli fenički trgovci ili su ga avanturistički nastrojeni Grci donijeli iz Azije. Ogromna količina istočnjačke robe našla se u Grčkoj i Italiji oko 800. godine pr. Kr. Postoji određena neizvjesnost u vezi s mjestom proizvodnje većine sačuvanih brončanih djela, ali ista sumnja služi za naglašavanje bliske sličnosti koju ovi komadi, fenički, grčki ili etruščanski, imaju s njihovim asirskim ili egipatskim uzorcima. Najvažnije među njima su zdjele i štitovi iz idejske špilje na Kreti. Ove zanimljive zdjele urešene su jednostavnim životinjskim trakama, štitovima s odvažnim i kompliciranim dizajnom čisto orijentalnog karaktera. Malo je vjerojatno da bi grčki majstor u ovom snažnom geometrijskom dobu mogao potisnuti svoj stil i proizvesti mehaničke kopije poput ovih. Tako su u etruščanskim grobovima, pored ispisanih feničkih zdjela, pronađeni veliki kotlovi, ukrašeni isturenim glavama lavova i grifona, postavljeni na stožaste stalke s utisnutim asirskim krilatim zvijerima.

## Klasična Grčka i Etrurija
Zdjela i stalak bili su omiljeni arhaični oblici. Grčki stalak bio je spoj tronošca od lijevanog štapa i reljefnog stošca. Neki rani primjeri imaju velike trokutaste ploče između nogu, reljefno obrađene; ali razvijeni tip ima odvojene noge i naslone čiji su spojevi maskirani ukrasnim obodima i stopalima te pokrivnim pločama. Ovi su ukrasi lijevajni, modelirani su u cvjetnim, životinjskim i ljudskim oblicima. Noge su lavovske šape, koje ponekad stoje na žabama; ploče nose skupine borbenih životinja, ratnika, veseljaka ili sportaša, nimfa i satira ili reljefnih mitoloških subjekata. Gozbenici se zavaljuju, a konjanici galopiraju po obodima zdjela; ručke tvore pojedinačne stojeće figure, parovi hrvača, ljubavnici koji se drže za ruke ili dva okomita vojnika koji nose horizontalnog druga. Goli sportaši služe kao ručke za sve vrste poklopaca i posuda, ogrnute žene podržavaju zrcalne diskove oko kojih lete bogovi ljubavi, a slične figure okrunjuju visoke osovine kandelabra. Ručke su modelirane kao maske satira, palmete i sfinge. Ovo je grčki vid ukrasa iz 6. i kasnijih stoljeća. Njegovi centri proizvodnje nisu točno poznati, ali stil rada ukazuje na Joniju.
Etruščanske tkanine toliko se približavaju svojim grčkim izvornicima da ih nije moguće odvojiti u tehnici ili dizajnu, a etruščanski stil nije ništa više od provincijskog grčkog. Bronca je u Italiji bilo dosta, najraniji rimski novac bio je od teške bronce, a postoje i literarni dokazi da su se etruščanske bronce i izvozile. Čini se da je proces linijskog graviranja bio latinski specijalitet; primijenjen je u slikovnim temama na stražnjoj strani ogledala i sa strane velikih cilindričnih kutija, obje su posebno povezane s Praenesteom. Najfinija od svih takvih kutija, Firconi cista u vili Giulia u Rimu, nosi potpis rimskog umjetnika. Oni pripadaju 4. i 3. stoljeću prije Krista. Grčka ogledala iz istog razdoblja rijetko su gravirana; disk se obično nalazi u kutiji, koja na poklopcu ima iskucane ukrase.

## Helenizam i Rim
Helenistički i grčko-rimski oblici konvencionalniji su, a novi motivi koji pripadaju tim razdobljima uglavnom su cvjetni. Poprsja i maske uobičajeni su; glavama i udovima različitih životinja dodijeljene su određene ukrasne funkcije, kao na primjer glave duhovitih mazgi koje spominje Juvenal, a koje su činile naslone za ruke na kaučima za blagovanje. Ovi strukturni dijelovi često su urešeni umetcima od srebra i nijele. Brončani stolci i stolovi obično su se koristili u helenističkim i rimskim kućama, a uvelike su zauzeli mjesto monumentalnih vaza koje su bile popularne u ranijim danima. Mali kućanski predmeti, poput svjetiljki, izrađeni od bronce obično su rimski, a osebujna rimska klasa osobnih ukrasa je veliki brončani broš umetnut emajlom u boji, tehnika za koju se čini da je imala galsko podrijetlo.

## Umjetnine
Brončani kipići su se izrađivali u svakom razdoblju antike prije svega za zavjetnu uporabu, a barem u helenističko i rimsko doba za domaće ukrase i namještaj kućnih svetišta. No, umjetnost brončanih kipova jedva da je postojala prije uvođenja šupljeg lijeva, otprilike sredinom 6. stoljeća prije Krista. Najprimitivniji zavjetni kipići su volovi i druge životinje, koji očito predstavljaju žrtvu ponuđenu bogovima. Klasična umjetnost preferirala je ljudski subjekt, votare koji drže darove ili u svom običnom ruhu, ili same bogove u ljudskom obliku. Takve su brojke često ispisane formulama posvete. Bogovi i božice postavljeni u skladu sa svojim tradicionalnim prikazima najbrojnije su zastupljene klase kasnijih kipića. Oni su predstavljaju vjerski žanr, koji se prvi put pojavio u skulpturi iz 4. stoljeća, a osobito je omiljen i obilježen helenističkim osjećajima i rimskom pedantnošću. Mnoge od njih bilie su nesumnjivo zavjetni darovi, drugi su bili figure u domaćim svetištima, a neki su zasigurno bili tek ukrasi. Među kultnim idolima su rasplesani Lares koji nose rogove i zdjele za libaciju. Mali Heraklo kojeg je Lizip napravio za Aleksandrua bio je stolni ukras (epitrapezios): bio je zavaljen na lavljoj koži, s batinom u jednoj ruci, čašom vina u drugoj.

## Tehnika
Izumom šupljeg lijeva bronca je postala najvažniji medij monumentalne skulpture, uvelike zbog svoje čvrstine i lakoće, koja je dopuštala poze koje ne bi bile moguće u kamenu. No vrijednost metala u kasnijem dobu uključivala je uništavanje gotovo svih takvih kipova. Nekoliko cjelovitih figura koje su preživjele i nešto brojniji niz odvojenih glava i portretnih bista svjedoče o izvrsnosti antičkog rada u ovom materijalu. Najstariji kipići iskucani su, kovani i zavareni; kasnije slijede puni odljevci, veće figure sastojale su se od više dijelova, svaki je dio zasebno iskucan te je cijeli kip bio sastavljen zakovicama. Vrlo malo je istih sačuvano, ali slučajno je sačuvana jedna cijela bista, u grobnici Polledrara na Vulcima. Ovo pripada ranom 6. stoljeću prije Krista, dobu iskucanih radova.
Kasnije je ovaj način rada nadomješten šupljim lijevanjem, ali iskucani reljefi, zanat su iz kojeg je proizašla grčka brončana umjetnost, isti je opstao u nekim posebnim i vrlo savršenim oblicima, poput ploča za drške na određenim vazama, amblema na ogledalima i osobito kao ukras oklopa, gdje je bila potrebna mala težina. U Siris bronce u Britanskom muzeju su ramena komada iz 4. stoljeća oklopa. Lijevanje se vršilo postupkom cire perdue u glinenim kalupima, ali je mnogo truda uloženo u doradu. Odljevci su vrlo fino izliveni, ali većina velikih komada sadrži zakrpe, umetnute kako bi se ispravili nedostaci. Glave i udovi kipova odliveni su zasebno i prilagođeni tijelima: osim citiranja u književnosti i stvarnih bronci, postoji ilustracija raskomadanog kipa u izradi, na oslikanoj vazi u Berlinu.

## Europska mjed i bronca
Ovaj se dio ne bavi brončanom skulpturom već objektima vezanim uz arhitekturu,te crkvenim i svijetovnim predmetima.

## Rim i Bizant
Rimski je rad u metalu bio pod jakim utjecajem Grčke. Brončane vratnice Romulova hrama, te one sa Karakalinih termi, koje su uključivale i kanelirane pozlaćene stupove u korintskom stilu poznatiji su primjeri. Napuljski muzej čuva brojne kućanske brončane predmete iz Pompeja i Herkulaneja. Dagobertovo prijestolje u Francuskoj nacionalnoj biblioteci rimski je stolac kojem su u 12.stoljeću dodani i neki noviji dijelovi.
Bizantsko carstvo je od vremena kada ga Konstantin uzeo za prijestolnicu preko 1000 godina bilo na glasu po svojim radovima u metalu. Smješteno na razmeđi istoka i zapada stoljećima je privlačilo ponajbolje obrtnike iz Sirije, Egipta, Perzije i Male Azije, te sjevernih obala Crnog mora. Brojne su talijanske crkve imale vratnice izrađene u Carigradu (Monte Cassino, Monte Gargano, Atrani, Amalfi, Salerno, Sv. Marko u Veneciji).

## Vanjske poveznice
- "Lost Wax, Found Bronze": lost-wax casting explained
- Flash animation of the lost-wax casting process. James Peniston Sculpture. Pristupljeno 25. ožujka 2013.
- Viking Bronze – Ancient and Early Medieval bronze casting
- Bronze bells
- Brass.org  Arhivirana inačica izvorne stranice od 10. veljače 2021. (Wayback Machine)
- Monumental Brass Society
- European sculpture and metalwork, a collection catalog from The Metropolitan Museum of Art Libraries (fully available online as PDF), which contains material on bronze and brass ornamental work